# Торе Колона-Спероне (Палермо)
Торе Колона-Спероне је насеље у Италији у округу Палермо, региону Сицилија.
Према процени из 2011. у насељу је живело 1521 становника. Насеље се налази на надморској висини од 79 м.